# Front Nacional Kuki
El Front Nacional Kuki (Kuki National Front, KNF) és una organització armada del poble kuki del nord-est de l'Índia.
Fou creada per Ranco Thangboi Kuki el 18 de maig de 1988 amb l'objectiu d'aconseguir un estat kuki dins l'Índia i lluitar contra els naga a Manipur. Té uns 300 combatents que s'entrenen amb l'Exèrcit de la Independència Katxin (KIA) a Myanmar. Està aliat als dos moviments armats de Manipur, el Front Unit d'Alliberament Nacional i l'Exèrcit Popular d'Alliberament. El Front Nacional Kuki actua als districtes de Chandel, Tamenglong i Senapati; i combat també contra la tribu dels tangkhul, els naga de Manipur que donen suport al Consell Nacional Socialista de Nagalim.
El 1995 es va dividir en dues faccions, la presidencial i la del Consell Militar. La primera es va dividir més tard en la facció Samuel i la facció Zougam, però probablement es van tornar a unir.
La facció presidencial és dirigida per Thangboi Kipgen. El cap de defensa Hengkhotinmong àlies Mangboi Kipgen va morir en un enfrontament a Manipur el 21 de desembre del 2005. Té uns 300 homes en armes i actua principalment al districte Churachandpur de Manipur i més limitadament als de Chandel, Tamenglong i Senapati.
El Consell Militar té entre 100 i 200 soldats i actua a les mateixes àrees. Els seus ingressos venen de l'impost de protecció.